# Wereldkampioenschappen kunstschaatsen junioren 1981
De Wereldkampioenschappen kunstschaatsen junioren zijn samen een jaarlijks terugkerend evenement dat door de Internationale Schaatsunie (ISU) wordt georganiseerd. De editie van 1981, de zesde in de reeks, vond van 8 tot en met 14 december 1980 plaats in London, provincie Ontario, Canada. Het was het eerste WK-junioren dat buiten Europa werd gehouden.
Titels en medailles waren er te verdienen in de categorieën: jongens individueel, meisjes individueel, paarrijden en ijsdansen.

## Deelname
Er namen deelnemers uit negentien landen deel aan de kampioenschappen, zij vulden 60 startplaatsen in. Uit China namen voor het eerst deelnemers deel. Bulgarije, Hongarije, Joegoslavië, Noorwegen, Oost-Duitsland, Polen en Zuid-Korea vaardigden deze editie geen deelnemers af. Uit België nam Patricia Vangenechten voor de derde keer deel in het meisjestoernooi, namens Nederland kwam Li Scha Wang voor de tweedemaal in het meisjestoernooi in actie.
Deelnemende landen
(Tussen haakjes het totaal aantal startplaatsen in de vier toernooien.)
| Sovjet-Unie (10) Verenigde Staten (7) Frankrijk (5) Verenigd Koninkrijk (5) Australië (4) | Canada (4) Italië (3) Oostenrijk (3) West-Duitsland (3) China (2) | Denemarken (2) Japan (2) Spanje (2) Zweden (2) Zwitserland (2) | België (1) Finland (1) Nederland (1) Nieuw-Zeeland (1) |

## Medailleverdeling
De twaalf medailles werden door drie landen behaald; zeven gingen er naar de Sovjet-Unie, drie naar de Verenigde Staten en twee naar Canada.
In het jongenstoernooi werd Paul Wylie de zesde wereldkampioen, hij was de tweede Amerikaan na Mark Cockerell die de eerste wereldkampioen bij de jongens werd. Zijn landgenoot Scott Williams won de bronzen medaille, Juri Bureiko uit de Sovjet-Unie behaalde de zilveren medaille.
In het meisjestoernooi ging de titel voor de vijfde keer en voor het vierde opeenvolgende jaar naar de Verenigde Staten. Tiffany Chin volgde Rosalynn Sumners op als titelhoudster. In 1976 ging de titel naar Suzie Brasher, in 1978 naar Jill Sawyer en in 1979 naar Elaine Zayak. Op de plaatsen twee en drie wonnen de beide meisjes uit de Sovjet-Unie, Marina Serova en Anna Antonova, beide hun eerste eremetaal.
In het paarrijden prolongeerden Larisa Seleznova / Oleg Makarov als eersten bij de paren de wereldtitel. Zij waren ook de eersten bij de paren die drie keer op het erepodium plaatsnamen, ze deden dit in drie opeenvolgende jaren, in 1979 werden ze tweede. Het was de derde wereldtitel oprij voor de Sovjet-Unie, in 1979 behaalden Veronika Pershina / Marat Akbarov deze. Het Canadese paar Lorri Baier / Lloyd Eisler op plaats twee veroverden na het brons in 1979 hun tweede medaille. Ook het Sovjet-paar Marina Nikitiuk / Rashid Kadyrkaev op plaats drie veroverden na het zilver in 1980 hun tweede medaille.
Bij het ijsdansen ging de titel voor de vierde keer en voor het vierde opeenvolgende jaar naar de Sovjet-Unie. Het paar Elena Batanova / Alexei Soloviev prolongeerden de wereldtitel en evenaarden daarmee de prestatie van hun landgenoten Tatjana Doerasova / Sergej Ponomarenko die dit in 1979 deden. Batanova was de eerste die bij het ijsdansen voor de derde keer op het erepodium plaatsnam, in 1979 jaar won ze zilver met Andrei Antonov als partner. Het Sovjet-paar Natalia Annenko / Vadim Karkachev op plaats twee en het Canadese paar Karyn Garossino / Rodney Garossino op plaats drie behaalden hun eerste podiumplaats.
| Onderdeel | Goud                             | Zilver                            | Brons                              |
| --------- | -------------------------------- | --------------------------------- | ---------------------------------- |
| Jongens   | Paul Wylie                       | Juri Bureiko                      | Scott Williams                     |
| Meisjes   | Tiffany Chin                     | Marina Serova                     | Anna Antonova                      |
| Paren     | Larisa Seleznova / Oleg Makarov  | Lorri Baier / Lloyd Eisler        | Marina Nikitiuk / Rashid Kadyrkaev |
| IJsdansen | Elena Batanova / Alexei Soloviev | Natalia Annenko / Vadim Karkachev | Karyn Garossino / Rodney Garossino |

## Uitslagen
| #      | naam (deelname)      | land                              |
| ------ | -------------------- | --------------------------------- |
| Goud   | Paul Wylie           | Vlag van Verenigde Staten         |
| Zilver | Juri Bureiko         | Vlag van Sovjet-Unie              |
| Brons  | Scott Williams (2)   | Vlag van Verenigde Staten         |
| 04     | Masaru Ogawa (3)     | Vlag van Japan                    |
| 05     | Thomas Wieser (3)    | Vlag van Bondsrepubliek Duitsland |
| 06     | Saak Mkhitarian      | Vlag van Sovjet-Unie              |
| 07     | Cameron Medhurst (3) | Vlag van Australië                |
| 08     | Oliver Honer (3)     | Vlag van Zwitserland              |
| 09     | Paul Robinson        | Vlag van Verenigd Koninkrijk      |
| 10     | Thomas Hlawik (3)    | Vlag van Oostenrijk               |
| 11     | Fernand Fedronic (2) | Vlag van Frankrijk                |
| 12     | Xu Xhaoxiao          | Vlag van China                    |
| 13     | Lars Dresler         | Vlag van Denemarken               |
| 14     | Philippe Roncoli     | Vlag van Frankrijk                |
| 15     | Roger Andersson (2)  | Vlag van Zweden                   |
| 16     | Fernando Soria (3)   | Vlag van Spanje                   |

| #      | naam (deelname)           | land                              |
| ------ | ------------------------- | --------------------------------- |
| Goud   | Tiffany Chin              | Vlag van Verenigde Staten         |
| Zilver | Marina Serova (2)         | Vlag van Sovjet-Unie              |
| Brons  | Anna Antonova             | Vlag van Sovjet-Unie              |
| 04     | Maria Causey              | Vlag van Verenigde Staten         |
| 05     | Cornelia Tesch            | Vlag van Bondsrepubliek Duitsland |
| 06     | Diane Mae Ogibowski       | Vlag van Canada                   |
| 07     | Andrea Rohm (4)           | Vlag van Oostenrijk               |
| 08     | Midori Ito                | Vlag van Japan                    |
| 09     | Eva Drometer              | Vlag van Bondsrepubliek Duitsland |
| 10     | Charlene Wong             | Vlag van Canada                   |
| 11     | Elise Ahonen              | Vlag van Finland                  |
| 12     | Sophie Cuissot            | Vlag van Frankrijk                |
| 13     | Mirella Grazia            | Vlag van Zwitserland              |
| 14     | Li Scha Wang (2)          | Vlag van Nederland                |
| 15     | Susan Jackson             | Vlag van Verenigd Koninkrijk      |
| 16     | Daniela Zuccoli (2)       | Vlag van Italië                   |
| 17     | Antonella Carrera         | Vlag van Italië                   |
| 18     | Anette Nygaard (2)        | Vlag van Denemarken               |
| 19     | Maria Bergqvist           | Vlag van Zweden                   |
| 20     | Patricia Vangenechten (3) | Vlag van België                   |
| 21     | Natacha Viel              | Vlag van Australië                |
| 22     | Christina Haas (3)        | Vlag van Spanje                   |
| 23     | Bao Zhenghua              | Vlag van China                    |
| 24     | Kathy Lindsay (3)         | Vlag van Nieuw-Zeeland            |

| #      | naam (deelname)                          | land                         |
| ------ | ---------------------------------------- | ---------------------------- |
| Goud   | Larisa Seleznova (3) Oleg Makarov (3)    | Vlag van Sovjet-Unie         |
| Zilver | Lorri Baier (3) Lloyd Eisler (3)         | Vlag van Canada              |
| Brons  | Marina Nikitiuk (2) Rashid Kadyrkaev (2) | Vlag van Sovjet-Unie         |
| 04     | Inna Bekker Sergei Kilhanski             | Vlag van Sovjet-Unie         |
| 05     | Julie Wasserman Robert Davenport         | Vlag van Verenigde Staten    |
| 06     | Deborah Lynch Keith Green                | Vlag van Verenigde Staten    |
| 07     | Carol Nelson Carl Nelson                 | Vlag van Verenigd Koninkrijk |
| 08     | Danielle Carr Stephen Carr               | Vlag van Australië           |

| #      | naam (deelname)                            | land                         |
| ------ | ------------------------------------------ | ---------------------------- |
| Goud   | Elena Batanova (3) Alexei Soloviev (2)     | Vlag van Sovjet-Unie         |
| Zilver | Natalia Annenko Vadim Karkachev            | Vlag van Sovjet-Unie         |
| Brons  | Karyn Garossino Rodney Garossino           | Vlag van Canada              |
| 04     | Karan Giles (3) Russell Green (3)          | Vlag van Verenigd Koninkrijk |
| 05     | Tatiana Gladkova Igor Shpilband            | Vlag van Sovjet-Unie         |
| 06     | Sophie Schmidt (3) Eric Desplats (3)       | Vlag van Frankrijk           |
| 07     | Sharon Jones Paul Askham                   | Vlag van Verenigd Koninkrijk |
| 08     | Sandra Frabrocini James Yorke              | Vlag van Verenigde Staten    |
| 09     | Sophie Merigot (2) Philippe Berthe (2)     | Vlag van Frankrijk           |
| 10     | Kathrin Beck Christoff Beck                | Vlag van Oostenrijk          |
| 11     | Raffaella Cazzaniga (2) Massimo Crippa (2) | Vlag van Italië              |
| 12     | Brennice Coates (3) Leslie Boroczky (3)    | Vlag van Australië           |

Medaillewinnaars

Jongens · 
Meisjes · 
Paren · 
IJsdansen

 Toernooi

1976 · 
1977 · 
1978 · 
1979 · 
1980 · 
1981 · 
1982 · 
1983 · 
1984 · 
1985 · 
1986 · 
1987 · 
1988 · 
1989 · 
1990 · 
1991 · 
1992 · 
1993 · 
1994 · 
1995 · 
1996 · 
1997 · 
1998 · 
1999 · 
2000 · 
2001 · 
2002 · 
2003 · 
2004 · 
2005 · 
2006 · 
2007 · 
2008 · 
2009 · 
2010 ·
2011 ·
2012 ·
2013 ·
2014 ·
2015 ·
2016 ·
2017 ·
2018 ·
2019 · 
2020

 ISU-kampioenschappen

WK kunstschaatsen · 
EK kunstschaatsen · 
Viercontinentenkampioenschap · 
Olympische Spelen